# Gunnar Ekströms stiftelse för numismatisk forskning
Gunnar Ekströms stiftelse för numismatisk forskning bildades år 1974 på initiativ av Gunnar Ekströms änka Wera Ekström. Medel till stiftelsen erhölls genom att stora delar av den Ekströmska myntsamlingen avyttrades. Stiftelsen finansierar bl.a. Gunnar Ekströms professur i numismatik och penninghistoria och Numismatiska forskningsgruppen vid Stockholms universitet samt utvald numismatisk forskning.